# Marano (rijeka)
Marano je rijeka u San Marinu i Emiliji-Romanji u Italiji. Izvor rijeke je jugoistočno od Domagnana u San Marinu. Rijeka teče prema istoku i čini dio istočne granice između pokrajine Rimini u Italiji i San Marina. Rijeka prima pritoku Fiumicello u blizini najistočnije točke San Marina. Rijeka teče sjeveroistočno pokraj Ospedaletta i ulijeva se u Jadransko more sjeverozapadno od Riccionea i jugoistočno od Miramarea. Pritoke Marana uključuju Cando.

## Vanjske poveznice
|  | Zajednički poslužitelj ima još gradiva o temi Marano (rijeka) |